# 黛安·赛特菲尔德
黛安·赛特菲尔德（英語：Diane Setterfield，1964年8月22日—）。英国小说家。生于英国雷丁，曾在布里斯托尔大学学习法国文学，在英国和法国的大学教过书，出版有多种论述20世纪法国文学的学术著作，是安德烈·纪德专家。她虽然喜爱教学，但讨厌大学里的人际关系和制度，故在90年代末离开了教学事业。
2001年末，她开始有创作小说的想法，但开始的过程并不顺利，她觉得”小说的主角玛格丽特总是在躲着自己，让她无法把握其性格。经历了大约一年以后，伴随着深呼吸，我重新坐下写作，感到这些人物有很多话要对我说。”十八个月之后她完成了自己的处女作《第十三个故事》，2005年11月寄给了代理人，不久就在英美两国出版，好评如潮，成为《纽约时报》排名第一的畅销书。《第十三个故事》以旧书商女儿玛格丽特·李采访名作家维达·温特和对维达·温特的生平所作的调查为主线，融合了悬疑、神秘和感情，渲染了似真似幻的气氛，带有哥特式小说的风格。
到2006年为止，黛安·赛特菲尔德和丈夫住在北约克郡，养了四只猫。2013年秋天，她关于幽灵的一部中篇小说将会出版。

## 作品
- 《第十三个故事（英语：The Thirteenth Tale）》（2006）
- 《貝爾曼的幽靈》（2013）

1. ↑  .   [2012-10-05]. （原始内容存档于2021-02-11）.
2. ↑  . New York Times. 8 October 2006  [5 October 2012]. （原始内容存档于2014-01-09）.
3. ↑  .   [2012-10-05]. （原始内容存档于2012-09-16）.